# Festival du Boulevard des jeunes musiciens

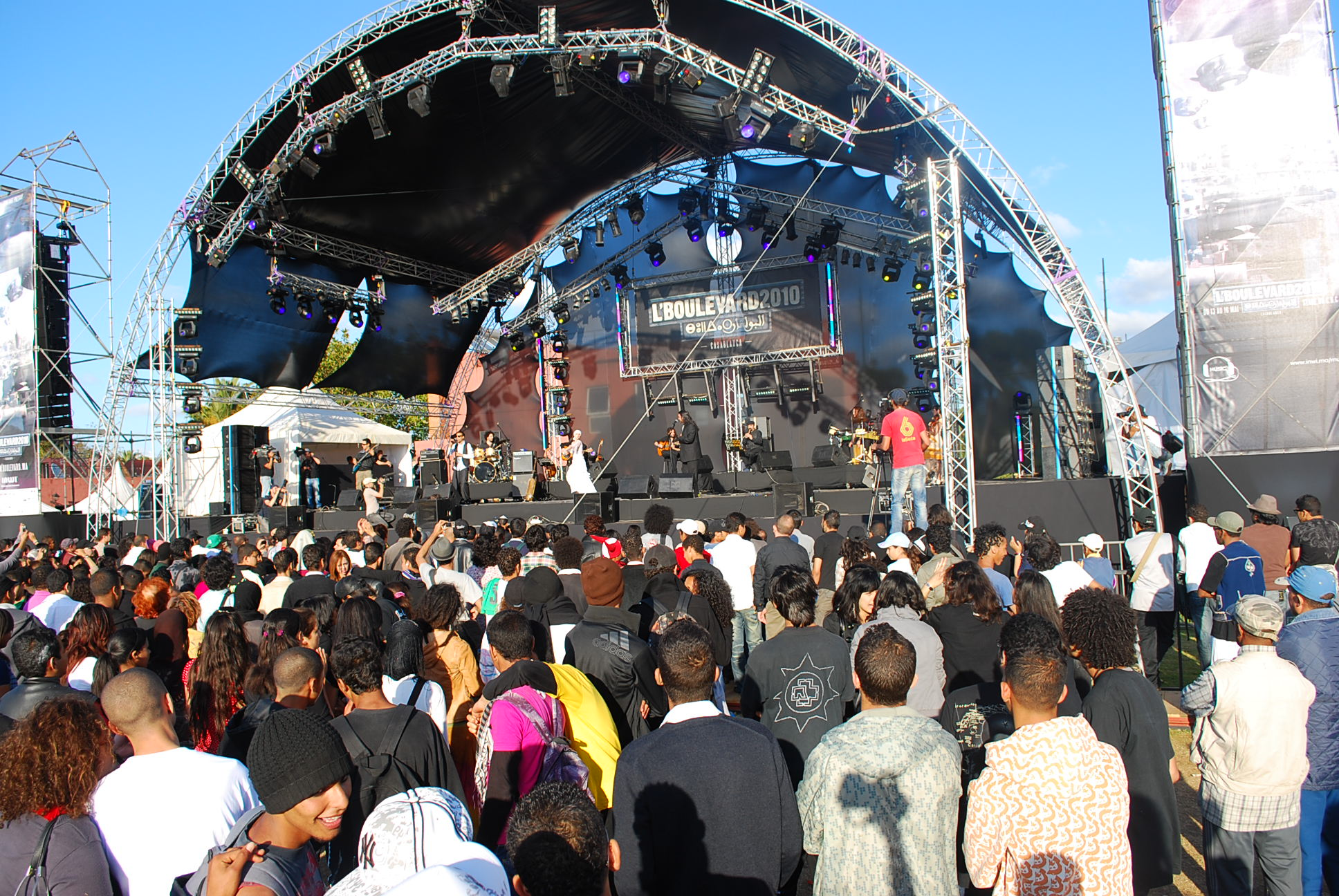
Scène de l'édition 2010

Le Boulevard des jeunes musiciens, communément appelé Le Boulevard ou L'Boulevard, est un festival de musique urbaine  organisé à Casablanca, au Maroc.
Organisé depuis 1999, il permet à de jeunes formations musicales de se faire connaître par un plus large public, à travers  une compétition Tremplin.  Parmi les artistes qui ont déjà joué au Boulevard figurent Hoba Hoba Spirit, Nabyla Maan, Don Bigg, Zebda,  Mos Def, Youssoupha ou Keziah Jones.
Le festival est organisé par l'association EAC-L'Boulvart.

## Historique
Créé en 1999 par Hicham Bahou et Mohamed Merhari, l'évènement est pensé au départ comme une compétition destinée à consacrer la meilleure formation dans chacune des trois catégories en place, à savoir rap/hip-hop, rock/metal et fusion. Cette scène reste un des meilleurs moyens pour les groupes de musique marocaine de se faire connaître par un public de plus en plus présent et réceptif.
Au fil des ans, cette manifestation se développe et devient une référence. Les groupes confirmés sur la nouvelle scène marocaine, dont Don Bigg, H-Kayne, Fnaïre et d'autres, participent à la compétition et sont élus meilleur groupe du Boulevard. L'événement comprend plusieurs volets : L'boulevard festival proprement dit, la compétition Tremplin, ce point de départ initial (avec ses catégories hip-hop, metal et fusion) ainsi que Sbagha Bagha qui est une occasion pour plusieurs street graffeurs de transformer quelques murs de Casablanca grâce à leurs créations
En 2006, certains musiciens comme le groupe de portugais Moonspell, attirent 20 000 spectateurs.
La programmation inclut des groupes en compétition mais aussi des jeunes groupes invités qui ont participé aux éditions précédentes ainsi que de grandes formations nationales ou internationales qui apportent leur contribution au développement de cette jeune scène marocaine à travers des rencontres et des workshops.
La programmation de l'année 2015 est la suivante : en plus d'artistes de renommée nationale tels que Hoba Hoba Spirit et Nabila Maan, le festival permet à des artistes underground d'aller à la rencontre d'un large public (tels que Ness You, Dada Dice et Jauk).
Le festival est organisé par l'association EAC (Education artistique et culturelle). Quelques éditions du festival ne sont pas organisées suites à des difficultés financières au début des années 2010. Et l'édition de 2016, prévue en octobre, est annulée pour problèmes financiers dus à la perte du sponsor le plus important.
Le festival dure 4 jours, autour de genres musicaux comme l'Electro, le Rap, le Rock, le metal, ou le Fusion
Chaque journée se déroule en deux parties : 
- L'après-midi se déroule la compétition entre différents groupes débutants. Ces compétitions sont appelées «Les Scènes Tremplin».
- La soirée est consacrée au festival, où des groupes connus nationaux et étrangers sont invités.

Depuis l'édition 2006, l'entrée est payante. À l'édition 2006, le prix d'entrée est de 20 Dhs pour les 4 jours. En 2007, le prix d'entrée s'éleva à 40 Dhs pour les 4 jours, puis l'entrée devient gratuite après un accord de sponsoring avec l'opérateur de téléphonie Inwi.  Parmi les sponsors du Boulevard figurent l'OCP, Hit Radio,  Attijariwafa Bank, Sidi Ali,  Red Bull, et Casa Events.

### Incidents lors de l'édition 2022
Du 23 septembre au 2 octobre 2022, l'Boulevard fête son vingtième anniversaire.
À l’affiche figurent notamment El Grande Toto, Hoba Hoba Spirit, Dj Key, Vargas, Mobydick, Dollypran, L’morphine, Iguidr, Hold The Breath, Bazoga, Deep Scar, Jubantouja, Mizane, Hasba Groove et Ribab Fusion
La soirée du vendredi 30 octobre 2022, dédiée au rap, se déroule dans le stade du racing universitaire de Casablanca (Stade RUC).  Elle est le théâtre de graves incidents,,.
Une foule très importante,  avec un afflux de jeunes ayant sauté les barrières, provoque le chaos et des évanouissements parmi les fans. Des actes d'agressions physiques et d'agressions sexuelles sont signalés sur les réseaux sociaux, et des vidéos filmées font état de violences ayant éclaté, avec des gangs armés de bâtons et d'objets contondants. Selon les organisateurs, les attouchements sont « une triste réalité », mais il n'y a pas d'éléments ou de plaintes confirmant des viols, évoqués sur ces réseaux.
Dans un communiqué, l'association L’Boulevard : « présente ses excuses et condamne les actes de vandalisme, qui n’honorent ni l’esprit du festival, ni celui de son public et de ses artistes ».

## Lieux
Auparavant, les concerts avaient lieu dans la salle de la Fédération des œuvres laïques. Depuis l'édition 2006, les concerts ont lieu dans des stades spécialement aménagés :
- Le stade du RUC
- Le stade du COC
- Les Anciens Abattoirs de Casablanca

## Magazine L'Kounache
Le magazine, symbole d'une création graphique à tendance urbaine et locale, réunit les journalistes, artistes, graphistes, illustrateurs, issus de la communauté du Boulevard.